# Acefalismo
El acefalismo fue un movimiento herético denominado también de los acéfalos  o casianistas porque no tenían jerarquía sobre ellos, sin jefes, ni reconocían ni obedecían al papa, y decían ser enviados de Roma.
Surgió el 829 en el pueblo de Ipagro, Egrabo o Cabra, denominado por los árabes Poley, perteneciente a la metrópoli de Sevilla de la provincia eclesiástica Bética; predicaban una doctrina herética con desviaciones arrianas, con cierto acercamiento al judaísmo, aunque reinterpretando a su vez las herejías migecianistas. Fue encabezado por Antifrasio Cuneirico  y formado por movimientos casianistas, jovinianos y simoníacos .
Sus errores  o herejías eran más de tipo ritual que doctrinal, y fueron:
- Comer apartados de los demás, al considerar inmunda la comida de los gentiles, absteniéndose de ingerir los alimentos de éstos por ser impuros, al igual que hacían los primeros cristianos.
- Ayunar los viernes y el día de Navidad si caía en festivo, así como otros festivos si caían en viernes, como hacían los maniqueos y priscilianistas.
- No venerar ni adorar las reliquias de los santos.
- Pervertir y falsificar la forma de bautizar.
- Considerar que todos ellos eran santos por ser sacerdotes, adquiriendo la santidad sacerdotal desde el mismo momento que eran ordenados con la unción del crisma, con aceite de oliva y perfumes.
- Manifestar que las ordenaciones de los obispos y de los clérigos en Hispania eran erróneas porque las hacía el clero y el pueblo, a diferencia de las suyas que fueron ordenados en Roma, y también se consagraban a sí mismos por medio de su fundador Cuneirico.
- No tener residencia fija como los migecianistas .
- Prohibir a los suyos, al considerarse santos, recibir el sacramento de la penitencia de sacerdotes católicos, incluido el último día, todavía in hora mortis.
- Dar la Eucaristía in manu a hombres y mujeres según el ritual de judíos y heréticos, y rehusar comulgar con los demás cristianos que no fueran casianistas, dando la comunión a los excomulgados.
- Aprobar la bigamia, el incesto, los matrimonios entre parientes y entre infieles, los matrimonios mixtos con musulmanes, y la convivencia de los supuestos clérigos con mujeres que no fueran parientes cercanas, siendo censurado por los cánones de la Iglesia.[3]
- Aconsejar el ejercicio de la medicina a los sacerdotes, y otros negocios como el comercio, incluido otros más mundanos como la regencia de tabernas.

Para erradicar estas herejías fue convocado el concilio de Córdoba del 839, por Recafredo, obispo de Córdoba y Egrabo, y presidido por Wistremiro, arzobispo de Toledo, conocido por el Ms. 22 del archivo de la catedral de León, descubierto por P. Flórez que lo imprimió en España Sagrada. 
El acta de este concilio muestra que trató como único asunto la condena de las herejías de los acéfalos, siendo importante por la instrucción que da, basándose en la doctrina de los Padres de la Iglesia, contra los errores de unos herejes que querían formar un cuerpo segregado de ella, decretando la condena de excomunión y el entredicho a toda la población o iglesia cismática de Epagro, y contra todos aquellos que abracen esta herejía, y aquellos que tengan actitudes apartadas de las prescripciones de los cánones de la Iglesia católica.